# Sanglung
Der Sanglung ist ein 7095 m hoher Berg im Südosten des chinesischen Gebietes Tibet.
Der Sanglung liegt im äußersten Osten des Himalaya. Der Berg liegt an der Grenze der Kreise Mainling und Mêdog. Der Sanglung liegt 8,57 km ostnordöstlich vom 7782 m hohen Namjagbarwa. Mit diesem ist der Sanglung über einen Bergkamm verbunden. Der Yarlung Tsangpo fließt entlang der Nordflanke des Sanglung in östlicher Richtung. An der Südflanke des Sanglung strömt ein Gletscher in östlicher Richtung.
Der Sanglung war im August 2011 der zehnthöchste unbestiegene Berg.